# Saison 4 de Fargo
 (juin 2022).
La mise en forme du texte ne suit pas les recommandations de Wikipédia : il faut le « wikifier ».
Les points d'amélioration suivants sont les cas les plus fréquents. Le détail des points à revoir est peut-être précisé sur la page de discussion.
- Les titres sont pré-formatés par le logiciel. Ils ne sont ni en capitales, ni en gras.
- Le texte ne doit pas être écrit en capitales (les noms de famille non plus), ni en gras, ni en italique, ni en « petit »…
- Le gras n'est utilisé que pour surligner le titre de l'article dans l'introduction, une seule fois.
- L'italique est rarement utilisé : mots en langue étrangère, titres d'œuvres, noms de bateaux, etc.
- Les citations ne sont pas en italique mais en corps de texte normal. Elles sont entourées par des guillemets français : « et ».
- Les listes à puces sont à éviter, des paragraphes rédigés étant largement préférés. Les tableaux sont à réserver à la présentation de données structurées (résultats, etc.).
- Les appels de note de bas de page (petits chiffres en exposant, introduits par l'outil «  Source ») sont à placer entre la fin de phrase et le point final[comme ça].
- Les liens internes (vers d'autres articles de Wikipédia) sont à choisir avec parcimonie. Créez des liens vers des articles approfondissant le sujet. Les termes génériques sans rapport avec le sujet sont à éviter, ainsi que les répétitions de liens vers un même terme.
- Les liens externes sont à placer uniquement dans une section « Liens externes », à la fin de l'article. Ces liens sont à choisir avec parcimonie suivant les règles définies. Si un lien sert de source à l'article, son insertion dans le texte est à faire par les notes de bas de page.
- La présentation des références doit suivre les conventions bibliographiques. Il est recommandé d'utiliser les modèles {{Ouvrage}}, {{Chapitre}}, {{Article}}, {{Lien web}} et/ou {{Bibliographie}}. Le mode d'édition visuel peut mettre en forme automatiquement les références.
- Insérer une infobox (cadre d'informations à droite) n'est pas obligatoire pour parachever la mise en page.

Pour une aide détaillée, merci de consulter Aide:Wikification.
Si vous pensez que ces points ont été résolus, vous pouvez retirer ce bandeau et améliorer la mise en forme d'un autre article.
 (septembre 2024).
Si vous disposez d'ouvrages ou d'articles de référence ou si vous connaissez des sites web de qualité traitant du thème abordé ici, merci de compléter l'article en donnant les références utiles à sa vérifiabilité et en les liant à la section « Notes et références ».
Chronologie
Saison 3 Saison 5
Cet article présente les onze épisodes de la quatrième saison de la série télévisée américain Fargo.

## Synopsis de la saison
À Kansas City en 1950, deux syndicats du crime, italien et afro-américain, décident d'instaurer une paix pour contrôler la corruption, l'exploitation et la drogue. Mais le conflit va reprendre et risque de prendre une ampleur plus grande.

## Distribution

### Acteurs principaux
- Chris Rock (VF : Lucien Jean-Baptiste) : Loy Cannon
- Jessie Buckley (VF : Pauline Brunel) : Oraetta Mayflower
- Jason Schwartzman (VF : Damien Ferrette) : Josto Fadda
- Ben Whishaw (VF : Yoann Sover) : Patrick « Rabbi » Milligan
- Jack Huston (VF : Valéry Schatz) : Odis Weff
- Salvatore Esposito (VF : Paolo Palermo) : Gaetano Fadda
- E'myri Crutchfield (VF : Déborah Claude) : Ethelrida Pearl Smutny
- Andrew Bird (VF : Thibaut Lacour) : Thurman Smutny
- Anji White (VF : Corinne Wellong) : Dibrell Smutny
- Jeremie Harris (en) (VF : Antoine Fleury) : Leon Bittle
- Matthew Elam : (VF : Jhos Lican) : Lemuel Cannon
- Corey Hendrix (VF : Didier Cherbuy) : Omie Sparkman
- James Vincent Meredith (VF : Rody Benghezala) : Opal Rackley
- Francesco Acquaroli (VF : Mathieu Buscatto) : Ebal Violante
- Gaetano Bruno (VF : Thierry Gondet) : Constant Calamita
- Stephen Spencer (VF : Pierre Tessier) : Dr David Harvard
- Karen Aldridge (VF : Marie Bouvier) : Zelmare Roulette

### Acteurs récurrents
- Glynn Turman (VF : Frédéric Souterelle) : Docteur Sénateur
- Timothy Olyphant (VF : Jean-Pierre Michaël) : Dick « Deafy » Wickware
- Kelsey Asbille (VF : Camille Donda) : Swanee Capps
- Rodney L. Jones III : Satchel Cannon
- Hannah Love Jones : Florine Cannon
- Tommaso Ragno (VF : Paul Borne) : Donatello Fadda

## Épisodes

### Épisode 1:Bienvenue dans l'économie alternative
- États-Unis : 27 septembre 2020 sur FX
- France : 
  - 20 octobre 2020 sur Salto

- États-Unis : 122 millions de téléspectateurs

### Épisode 2:Le royaume des voleurs et des tueurs
- États-Unis : 27 septembre 2020 sur FX
- France : 
  - 27 octobre 2020 sur Salto

- États-Unis : 79 millions de téléspectateurs

Les braqueuses de banque Zelmare Roulette (la tante d'Ethelrida) et Swanee Capps s'échappent de prison et arrivent à l'improviste à la maison Smutny. La mère d'Ethelrida, Dibrell, autorise à contrecœur sa sœur et Swanee à rester.
Josto, qui a maintenant pris le contrôle de la famille Fadda, voit sa légitimité contestée par son jeune frère, Gaetano Fadda, qui refuse de retourner en Sardaigne après les funérailles de Donatello et commence immédiatement à saper l'autorité de son frère. Ajoutant encore à sa faiblesse apparente, certains des hommes de Josto ont raté un coup : une tentative d'assassinat du Dr Harvard, tuant à la place une infirmière et une riche mondaine. Odis Weff, un flic corrompu qui a de nombreux tics nerveux, travaille pour Josto et l'avertit de s'abstenir d'attirer l'attention sur la famille.

Pendant ce temps, la Cannon Limited décide de profiter de la mort de Donatello. Loy et son conseiller, Doctor Senator, tentent de s'emparer de l'abattoir, affirmant que l'affaire avait été conclue avec Donatello avant sa mort. Cependant, Gaetano arrive à l'abattoir à la place de Josto et dit à Senator que s'il trouve que l'accord était illégitime, il y aura des représailles.

### Épisode 3:Raddoppiarlo
- États-Unis : 4 octobre 2020 sur FX
- France : 
  - 4 octobre 2020 sur Salto

- États-Unis : 72 millions de téléspectateurs

Le marshal Dick "Deafy" Wickware, qui suit Zelmare et Swanee depuis leur évasion, arrive à Kansas City et se voit confier Odis comme guide. Les deux mènent le  raid sur le salon funéraire Smutny. Deafy interroge Dibrell sur le sort de sa sœur et de Swanee, mais Dibrell et Ethelrida affirment toutes deux qu'elles ne les ont pas vu, ni entendu parler d'elles. Une perquisition de la maison et de la morgue au sous-sol ne donne aucun résultat et la police s'en va. Zelmare et Swanee, qui se sont cachées dans l'un des casiers froids de la morgue, promettent de partir, mais emportent le fusil de chasse de Thurman avec eux. Thurman les fait sortir clandestinement dans un cercueil et les dépose à leur destination, ne sachant pas que c'est un repaire de Loy. Le duo tue trois des hommes de Loy et vole 20 000 $. Swanee, qui avait mangé un morceau de la tarte empoisonnée d'Oraetta, devient violemment malade et vomit sur l'argent, forçant les deux à sortir précipitemment.
Oraetta est licenciée de son hôpital pour le nombre inhabituel de patients décédés sous ses soins, mais parvient à trouver un nouvel emploi dans la clinique du Dr Harvard. Remarquant Josto dans sa voiture à l'extérieur de l'établissement, elle suppose qu'il la suit pour des raisons romantiques, et elle lui donne une ligne de cocaïne et une branlette. 

### Épisode 4:Faire semblant
- États-Unis : 11 octobre 2020 sur FX
- France : 
  - 11 octobre 2020 sur Salto

- États-Unis : 76 millions de téléspectateurs

### Épisode 5:Le berceau de la civilisation
- États-Unis : 25 octobre 2020 sur FX
- France : 
  - 25 octobre 2020 sur Salto

- États-Unis : 74 millions de téléspectateurs

### Épisode 6:Camp élégance
- États-Unis : 25 octobre 2020 sur FX
- France : 
  - 25 octobre 2020 sur Salto

- États-Unis : 70 millions de téléspectateurs

### Épisode 7:Se mettre au vert
- États-Unis : 1er novembre 2020 sur FX
- France : 
  - 1er novembre 2020 sur Salto

- États-Unis : 65 millions de téléspectateurs

### Épisode 8:Le Nadir
- États-Unis : 8 novembre 2020 sur FX
- France : 
  - 8 novembre 2020 sur Salto

- États-Unis : 70 millions de téléspectateurs

### Épisode 9:Est/Ouest
- États-Unis : 15 novembre 2020 sur FX
- France : 
  - 15 novembre 2020 sur Salto

- États-Unis : 82 millions de téléspectateurs

- L'épisode est en noir et blanc et devient en couleur quand Satchel se réveille.

### Épisode 10:Le bonheur
- États-Unis : 22 novembre 2020 sur FX
- France : 
  - 22 novembre 2020 sur Salto

- États-Unis : 81 millions de téléspectateurs

### Épisode 11:Histoire américaine
- États-Unis : 29 novembre 2020 sur FX
- France : 
  - 29 novembre 2020 sur Salto

- États-Unis : 85 millions de téléspectateurs